# Los Polvorines
Los Polvorines è una città dell'Argentina, situata nella provincia di Buenos Aires.